# Халлоран, Бен
Бен Ха́ллоран (англ. Ben Halloran; род. 14 июня 1992, Кэрнс, Квинсленд) — австралийский футболист, нападающий клуба «Брисбен Роар». Выступал в сборной Австралии.

## Клубная карьера

### «Голд-Кост Юнайтед»
Халлоран дебютировал за «Голд-Кост Юнайтед», выйдя на замену в матче четвёртого раунда А-Лиги сезона 2010/11 против «Мельбурн Виктори». Всего за два сезона Бен провёл 26 матчей и забил 4 мяча.

### «Брисбен Роар»
После ухода из «Голд-Кост Юнайтед» в конце сезона 2011/12 Халлоран привлек большой интерес со стороны «Мельбурн Виктори», «Брисбен Роар» и ещё по крайней мере трёх других австралийских клубов. 13 мая 2012 года было объявлено, что был подписан контракт на три года с «Брисбен Роар». Дебютный гол Бен забил в своём седьмом матче, против «Сиднея».
Халлоран начинал 17 матчей с первых минут, но в остальных 10 случаях выходил на матч с замены. Всего он за клуб забил четыре гола.

### «Фортуна» Дюссельдорф
22 мая 2013 года было объявлено, что Халлоран перешёл в «Фортуну» из Дюссельдорфа за 400 тысяч долларов. 7 октября 2013 года Халлоран дебютировал за клуб в матче против «Гройтера». Бен в том матче играл на правом фланге и его команде удалось выиграть 2:1. Халлоран забил первый гол за дюссельдорфскую команду 10 февраля 2014 года, в матче против клуба «Мюнхен 1860», сравняв счёт на 70-й минуте.

### «Хайденхайм»
22 июня 2015 года Халлоран перешёл в «Хайденхайм».

### «В-Варен Нагасаки»
В январе 2018 года Халлоран закончил свое заклинание в Европе и подписал контракт с «В-Варен Нагасаки». После пяти появлений в клубе Халлоран покинул клуб 3 июля 2018 года.

### «Аделаида Юнайтед»
14 августа 2018 года Халлоран вернулся в А-лигу, подписав двухлетний контракт с «Аделаида Юнайтед». 4 марта 2020 года подписал новый контракт с клубом на 2 года.

### «Сеул»
10 января 2022 года корейский клуб «Сеул» объявил, что Халлоран подписал за нераскрытую плату двухлетний контракт до 2023 года.
23 июня 2022 года «Сеул» объявил, что контракт Халлорана официально расторгнут по обоюдному согласию.

### Возвращение в «Аделаиду Юнайтед»
После всего двух матчей за «Сеул» Халлоран вернулся в «Аделаиду Юнайтед» в 2022 году, подписав двухлетний контракт.

### Возвращение в «Брисбен Роар»
В июне 2024 года было объявлено, что Халлоран вернется в «Брисбен Роар» перед сезоном 2024/2025.

## Выступление за сборную
Халлоран сыграл шесть матчей за молодёжную сборную Австралии и забил один гол.
Бен дебютировал за национальную сборную Австралии в товарищеском игре против сборной ЮАР 26 мая 2014 года. Халлоран вошёл в список 23 игроков сборной на чемпионат мира 2014.

## Клубная статистика
| Клуб                     | Сезон      | Лига                      | Лига  | Лига | Кубок | Кубок | Другое | Другое | Итог  | Итог |
| Клуб                     | Сезон      | Дивизион                  | Матчи | Голы | Матчи | Голы  | Матчи  | Голы   | Матчи | Голы |
| ------------------------ | ---------- | ------------------------- | ----- | ---- | ----- | ----- | ------ | ------ | ----- | ---- |
| Голд-Кост Юнайтед        | 2010/11    | А-лига                    | 5     | 0    | —     | —     | —      | —      | 5     | 0    |
| Голд-Кост Юнайтед        | 2011/12    | А-лига                    | 21    | 4    | —     | —     | —      | —      | 21    | 4    |
| Голд-Кост Юнайтед        | Итог       | Итог                      | 26    | 4    | —     | —     | 0      | 0      | 26    | 4    |
| Брисбен Роар             | 2012/13    | А-лига                    | 28    | 4    | —     | —     | 1      | 0      | 29    | 4    |
| Фортуна (Дюссельдорф)    | 2013/14    | Вторая Бундеслига         | 18    | 6    | 0     | 0     | —      | —      | 18    | 6    |
| Фортуна (Дюссельдорф)    | 2014/15    | Вторая Бундеслига         | 19    | 2    | 0     | 0     | —      | —      | 19    | 2    |
| Фортуна (Дюссельдорф)    | Итог       | Итог                      | 37    | 8    | 0     | 0     | 0      | 0      | 37    | 8    |
| Фортуна II (Дюссельдорф) | 2013/14    | Региональная лига «Запад» | 6     | 1    | —     | —     | —      | —      | 6     | 1    |
| Хайденхайм               | 2015/16    | Вторая Бундеслига         | 22    | 2    | 4     | 1     | —      | —      | 26    | 3    |
| Хайденхайм               | 2016/17    | Вторая Бундеслига         | 19    | 2    | 1     | 0     | —      | —      | 20    | 2    |
| Хайденхайм               | 2017/18    | Вторая Бундеслига         | 9     | 1    | 1     | 0     | —      | —      | 10    | 1    |
| Хайденхайм               | Итог       | Итог                      | 50    | 5    | 6     | 1     | 0      | 0      | 56    | 6    |
| В-Варен Нагасаки         | 2018       | Джей-лиги                 | 5     | 0    | 5     | 0     | 0      | 0      | 10    | 0    |
| Аделаида Юнайтед         | 2018/19    | А-лига                    | 23    | 3    | 5     | 1     | 0      | 0      | 28    | 4    |
| Аделаида Юнайтед         | 2019/20    | А-лига                    | 21    | 9    | 5     | 3     | 0      | 0      | 26    | 12   |
| Аделаида Юнайтед         | 2020/21    | А-лига                    | 28    | 4    | 0     | 0     | 0      | 0      | 28    | 4    |
| Аделаида Юнайтед         | 2021/22    | А-лига                    | 0     | 0    | 2     | 0     | 0      | 0      | 2     | 0    |
| Итог                     | Итог       | Итог                      | 72    | 16   | 12    | 4     | 0      | 0      | 84    | 20   |
| Общий итог               | Общий итог | Общий итог                | 218   | 38   | 23    | 5     | 1      | 0      | 242   | 42   |

1. ↑  Матч в Лиге чемпионов АФК